# Trichodezia mirabilis
Trichodezia mirabilis är en fjärilsart som beskrevs av Felix Bryk 1942. Trichodezia mirabilis ingår i släktet Trichodezia och familjen mätare. Inga underarter finns listade i Catalogue of Life.